# التقسيم الإداري في مصر
تنقسم جمهورية مصر العربية إلى 7 أقاليم، وتضم هذه الأقاليم إجمالاً 27 محافظة، كل محافظة لها عاصمة ويتبعها مراكز أو أقسام أو مراكز وأقسام معاً، المراكز الإدارية توجد في المحافظات التي بها ريف، وينقسم المركز الواحد إلى وحدات محلية؛ وعاصمة المركز أكبر بلاده وتكون مدينة، وعاصمة الوحدة المحلية تكون قرية رئيسية أو مدينة (إذا كان المركز يتبعه أكثر من مدينة)؛ والقرية الرئيسية يتبعها عدد من القرى، وكل قرية قد يتبعها عزب وكفور ونجوع. وإذا كانت عاصمة المركز مدينة كبيرة فإنها تكون قسماً أو مقسمة لعدة أقسام ويكون لكل قسم رئيس يُسمى برئيس الحي، أما إذا كانت قسماً واحداً فيكون حاكمها رئيس المدينة وتقسّم لعدة أحياء صغيرة أو شياخات، ويعين رئيس المدينة رؤساء تلك الأحياء الصغيرة أو الشياخات.
أما المحافظات الحضرية غير الريفية فتقسم إلى أقسام، وتكون المحافظة نفسها محافظة مدينة أي تتبع سلطة المُحافظ مباشرة، وكل قسم يرأسه رئيس حي. أما المحافظات الحدودية أو الصحراوية فتقسم إلى أقسام كذلك، وكل قسم عاصمته مدينة من مدن هذه المحافظات، وكل قسم قد يتبعه عدداً من القرى الصغيرة. والحكم للقسم الواحد يكون لرئيس المدينة الذي يُعين من قِبل المحافظ مباشرة.